# غودفري كانغوا
غودفري كانغوا (بالإنجليزية: Godfrey Kangwa)‏ هو لاعب كرة قدم زامبي في مركز الوسط، ولد في القرن العشرين، وتوفي في 27 أبريل 1993 في ليبرفيل في الغابون. شارك مع منتخب زامبيا لكرة القدم.

## وصلات خارجية
- غودفري كانغوا على موقع ناشيونال فوتبول تيمز (الإنجليزية)